# Notanthidium caroliameghinoi
Notanthidium caroliameghinoi är en biart som först beskrevs av Brethes 1903.  Notanthidium caroliameghinoi ingår i släktet Notanthidium och familjen buksamlarbin. Inga underarter finns listade i Catalogue of Life.